# Arthur Laurents
Arthur Laurents, född 14 juli 1917 i Brooklyn i New York, död 5 maj 2011 i New York i New York, var en amerikansk författare, främst verksam som dramatiker och filmmanusförfattare. Hans mest kända verk är texten till musikalen West Side Story.
Laurents avled den 5 maj 2011, 93 år gammal.

## Filmografi (urval)
- 1993 – Gypsy
- 1977 – Vändpunkten
- 1973 – Våra bästa år
- 1961 – West Side Story
- 1958 – Ett moln på min himmel
- 1956 – Anastasia
- 1955 – Sommarens dårskap
- 1948 – Repet